# Anúna
Anúna (oft in Großbuchstaben geschrieben) ist ein Vokalensemble, das 1987 in der Republik Irland von dem irischen Komponisten Michael McGlynn unter dem Namen An Uaithne gegründet wurde. Seit 1991 trägt die Gruppe ihren heutigen Namen, hat 18 Alben aufgenommen und internationalen Erfolg erzielt, darunter eine bedeutende Rolle in Riverdance von 1994 bis 1996. Fast das gesamte Repertoire wurde von McGlynn komponiert oder arrangiert. Obwohl die Gruppe seit ihrer Gründung in Irland ansässig ist und viele irische Sänger ausgebildet hat, kündigte McGlynn im Dezember 2022 an, dass Anúna keine öffentlichen Auftritte mehr in Irland geben werde—mit Fortsetzung der Tätigkeit in Nordirland (Vereinigtes Königreich) und international.

## Geschichte
Der Chor wurde 1987 von Michael McGlynn aus Mitgliedern der Universitätschöre des University College Dublin und des Trinity College Dublin unter dem irischen Namen An Uaithne ([ənˠ ˈuənʲə]) gegründet. Uaithne ist die Harfe oder der Harfenist des Allgottes Dagda in der irischen Mythologie. Danach vereint der Name die typischen drei Elemente der irischen Musik: das Klagelied (Goltraí), das Freudelied (Geantraí) und das Wiegenlied (Suantraí). McGlynn arrangierte mittelalterliche irische Musik in zeitgenössischer Gestalt. Der Chor besteht regelmäßig aus 12 bis 14 Sängerinnen und Sängern aus einer Gesamtgröße von 25 bis 30 Personen. Der Chor tritt ohne Dirigenten auf und bewegt sich gelegentlich im Raum.
Gründungsmitglieder waren u. a. Garrath Patterson, Monica Donlon und Miriam Blennerhassett.
1991 wurde der Chor in Anúna umbenannt. 1993 erfolgte die erste CD-Veröffentlichung unter dem Titel Anúna. Von 1994 bis 1996 war der Chor eng mit dem Projekt Riverdance von Michael Flatley verbunden.
1994 gewann Anúna den Irish National Entertainment Award für klassische Musik. 1995 wurde Omnis, gefolgt von Deep Dead Blue 1996 als Album veröffentlicht. Die Veröffentlichung wurde bei den Classical BRIT Awards in 2000 nominiert, blieb jedoch ohne Preis. Die Sopranistin von Anúna, Eimear Quinn, gewann noch im gleichen Jahr den Eurovision Song Contest in Oslo.
1997 wurde die CD Behind the Closed Eye veröffentlicht. Es handelt sich dabei um eine Gemeinschaftsproduktion mit dem Ulster Orchestra aus Nordirland. 1998 und 2002 trat der Chor beim World Sacred Music Festival in Marokko auf.
2000 wurde das Album Cynara und 2002 das Album Wintersongs veröffentlicht. Mit dem Album Sensation 2006 wurden von McGlynn Texte von Kardinal Henry Newman, Arthur Rimbaud und Hildegard von Bingen verarbeitet. Für den Rimbaud-Text konnte der bretonische Sänger Gilles Servat gewonnen werden. 2007 erfolgte eine Tournee durch die USA. Im gleichen Jahr wurde das Album Anúna: Celtic Origins veröffentlicht, das sich sehr gut verkaufte. Die Kompilation Christmas Memories konnte sich dann 2008 lange in den Billboard Charts halten. Die CD Sanctus und die DVD Invocations of Ireland folgten 2009. Im Juli 2009 konzertierte Anúna mit dem RTÉ National Symphony Orchestra.
2010 gab sich der Chor den Namenszusatz Ireland's National Choir. Im Laufe des Jahres folgten Kollaborationen mit ehemaligen Anúna- und Celtic-Woman-Mitgliedern wie Órla Fallon, David Archuleta, Méav Ní Mhaolchatha, Lynn Hilary, Éabha McMahon, Tara McNeill und Deirdre Shannon. 2011 wurden drei Konzerte mit Clannad in der Christ Church in Dublin gegeben. Im Sommer 2011 tourte Anúna erstmals durch die Volksrepublik China. Ende 2011 folgte eine Tournee durch Japan. Zum 25-jährigen Jubiläum 2012 veröffentlichte Anúna das Album Illumination. Auf dem Soundtrack zum Computerspiel Diablo III erschien ebenfalls ein Beitrag.
Bei den Feierlichkeiten zum 100. Todestag des Dichters Francis Ledwidge betonte McGlynn, dass dessen Texte zeit seines Wirkens eine große Inspiration gewesen waren.
Im gleichen Jahr steuerte Anúna zum Computerspiel Xenoblade Chronicles 2 Musik bei.
2022 erklärte McGlynn seine Enttäuschung über die Ablehnung von Förderanträgen durch das irische Arts Council. Anúna wolle unter seinem Namen Ireland’s National Choir weiterhin auftreten. Niemals aber wieder in der Republik Irland selbst.